# Jacqueline Hewitt
Jacqueline Hewitt (Washington D. C., Estados Unidos, 4 de septiembre de 1958) es una astrofísica estadounidense. Es considerada la primera persona en descubrir un anillo de Einstein.

## Primeros años y educación
Hewitt nació en Washington D. C., Estados Unidos, el 4 de septiembre de 1958, hija de Warren E. Hewitt, un abogado internacional retirado del Departamento de Estado, y Gertrud (Graedel) Hewitt. Asistió al Bryn Mawr College donde se graduó magna cum laude con un título en economía en 1980. Tomó una clase de astronomía en Haverford College en su segundo año, lo que despertó su interés por la ciencia. Más tarde, asistió al Instituto de Tecnología de Massachusetts para la escuela superior. Durante sus estudios de posgrado, estudió los lentes gravitacionales con el radiotelescopio Very Large Array. Poco después, recibió su doctorado en 1986, sin embargo algunas fuentes afirman que recibió su doctorado en 1988.

## Carrera
Hewitt fue designada con una beca postdoctoral en el Instituto de Tecnología de Massachusetts (MIT, por sus siglas en inglés) como parte del equipo de Interferometría de muy larga base desde 1986 hasta 1988. Mientras analizaba los datos de sus estudios de posgrado, encontró un anillo en la pantalla de su computadora. Este anillo, que forma parte del sistema de lentes gravitacionales MG1131+0456, terminó siendo el primer anillo de Einstein descubierto. Desde el descubrimiento pionero de Hewitt, se han descubierto muchos otros anillos de Einstein, y se descubrió que eran mucho más comunes de lo que los astrónomos pensaban.
Hewitt trabajó como investigadora en el Departamento de Ciencias Astrofísicas de la Universidad de Princeton en 1988. Después de un año de investigación en Princeton, regresó al MIT como profesora asistente de física, trabajando como profesora a tiempo completo desde 1989. También es investigadora principal del Grupo de Radioastronomía del Laboratorio de Investigación de Electrónica del MIT. En 2002, Hewitt fue nombrada Directora del MIT Kavli Institute for Astrophysics and Space Research.

## Premios y honores
En 1989, fue galardonada con un Premio Annie Jump Cannon en Astronomía. Al año siguiente, Hewitt ganó la beca de la Fundación David y Lucile Packard. Fue por su trabajo en lentes gravitacionales que fue nominada al premio Harold E. Edgerton entre 1995 y 1996. En 1995, recibió el premio Maria Goeppert-Mayer por su trabajo en radioastronomía.